# Slow Train Coming
| Recensione           | Giudizio |
| -------------------- | -------- |
| AllMusic             |          |
| Robert Christgau     | B+       |
| Rolling Stone        |          |
| Entertainment Weekly | B+       |
| Piero Scaruffi       | [ 6 ]    |
| Ondarock             | [ 7 ]    |

Slow Train Coming è il diciannovesimo album in studio di Bob Dylan, pubblicato nell'agosto del 1979.
È stato il primo lavoro dell'artista successivo alla sua conversione alla religione cristiana, e tutte le canzoni esprimono la sua forte fede personale, o testimoniano l'importanza degli insegnamenti e della filosofia cristiana. La natura evangelica del disco alienò molti dei fan di Dylan esistenti; allo stesso tempo, molti cristiani divennero suoi fan. Slow Train Coming è stato classificato alla 16ª posizione nel libro del 2001 CCM Presents: The 100 Greatest Albums in Christian Music.
L'album ebbe un buon successo, e il singolo Gotta Serve Somebody divenne la sua prima hit dopo tre anni, consentendo a Dylan di vincere il Grammy per la migliore performance vocale rock maschile nel 1980. L'album raggiunse la posizione numero 2 nelle classifiche del Regno Unito e divenne disco di platino negli Stati Uniti, dove raggiunse la posizione numero 3.

## Descrizione
Musicalmente il disco è una svolta perentoria verso la musica nera ed è fortemente influenzato dalla collaborazione con Mark Knopfler, chitarrista e leader dei Dire Straits, che infonde ai nove brani dell'album un sound tipicamente "morbido", elegante e radiofonico. Le composizioni si dividono tra canzoni di redenzione e sermoni accusatori rivolti ai non credenti.
Gli stessi musicisti di studio chiamati a suonare nel disco, rimasero alquanto stupiti del fervore religioso, quasi bigotto, dei testi di Dylan. Lo stesso Knopfler, ateo dichiarato, trovò non poche difficoltà ad acclimatarsi con il nuovo materiale religioso delle canzoni.
Lo storico produttore discografico Jerry Wexler, ingaggiato per produrre l'album, così si espresse circa il nuovo corso di Dylan: «Non avevo idea che si fosse lasciato coinvolgere in questa storia dei Cristiani Rinati finché non cercò di coinvolgermi. Gli dissi: Guarda Bob, hai a che fare con un incallito ateo ebreo di sessantadue anni. Non c'è speranza per me. Limitiamoci a fare 'sto disco, va bene?». All'inizio di maggio del 1979, iniziarono le sedute di registrazione in studio nei Muscle Shoals Sound Studio, di Sheffield, in Alabama. La band che Dylan aveva assemblato comprendeva, oltre a Knopfler e al batterista Pick Withers dei Dire Straits, anche Tim Drummond al basso, Barry Beckett alle tastiere e Helena Springs, Regina Havis e Carolyn Dennis come coriste.
Il primo singolo estratto dall'album fu la melodica Precious Angel, il secondo singolo, che entrò nei Top 30 e venne premiato con un Grammy, fu il brano Gotta Serve Somebody, nel quale Dylan dichiara perentoriamente che qualunque cosa l'uomo faccia, deve servire Dio o il Diavolo, non esistono vie di mezzo.

### Accoglienza
All'uscita, il 20 agosto 1979, il disco venne generalmente ben accolto dalla stampa specializzata, anche se non mancarono feroci critiche e commenti ironici alle tematiche religiose dei testi di Dylan. Rolling Stone, rivista che in passato non aveva lesinato critiche alle varie scelte musicali di Bob Dylan, recensì molto favorevolmente l'album. In un articolo di due pagine, il direttore Jann Wenner, scrisse che, a parer suo, il disco era il miglior lavoro di Dylan dai tempi di The Basement Tapes. Altri non furono dello stesso parere, il critico Greil Marcus accusò Dylan di cercare di "vendere una dottrina preconfezionata che aveva ricevuto da altri". Charles Shaar Murray di NME, riconobbe i meriti musicali del disco ma trovò il messaggio particolarmente "sgradevole e pieno d'odio". In Italia l'album non fu accolto particolarmente bene, dove venne ritenuto un tradimento degli ideali di protesta in favore di una regressione al conservatorismo religioso di matrice destrorsa. Appena un anno prima della pubblicazione del disco, era stato già addirittura pubblicato un pamphlet di stampa alternativa dedicato a Dylan che lo definiva "un traditore che ha rinnegato tutto il suo passato e un porco fascista". Complessivamente, sebbene non riuscì a raggiungere la prima posizione in classifica, Slow Train Coming fu un sorprendente successo commerciale, superando i dati di vendita di capolavori del passato come Blonde on Blonde e Blood on the Tracks.

## Cristiano Rinato

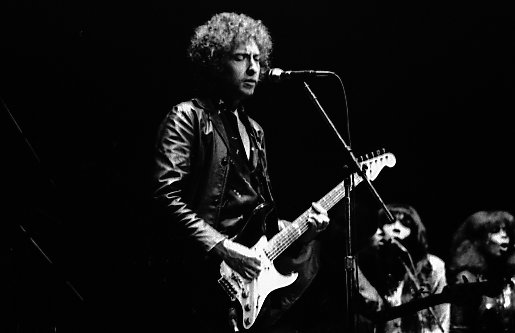
Bob Dylan live alla Massey Hall di Toronto nel 1980, durante il suo periodo da fondamentalista cristiano.

Quando alla fine degli anni settanta, Dylan si convertì al Cristianesimo, fece una delle mosse più clamorose e impopolari che avesse mai compiuto. Le polemiche del 1965, quando aveva abbandonato il folk acustico in favore di strumentazioni elettriche, furono nulla in confronto allo sconcerto in cui gettò molti dei suoi fan quando si volse al fondamentalismo religioso. Dylan abbandonò il liberalismo tollerante, smise di essere ironico ed enigmatico e adottò incrollabili fanatiche certezze. A metà degli anni settanta, diversi problemi si erano abbattuti sul musicista, il caos dovuto alle droghe, il divorzio dalla moglie Sara, la morte del suo idolo Elvis Presley che molto lo aveva scosso, il fallimento di critica e pubblico del suo film Renaldo and Clara e la fredda accoglienza ricevuta dal suo ultimo album in studio Street Legal. Tutti questi avvenimenti avevano contribuito a gettarlo in uno stato di profondo sconforto. La corista Helena Springs e Mary Alice Artes, una delle sue fidanzate dell'epoca, gli consigliarono di avvicinarsi al movimento religioso radicale della "Vineyard Fellowship". A seguito di ciò, Dylan visse quella che egli stesso definì: «Un'esperienza di rinascita, quando la gloria del Signore mi ha atterrato e mi ha raccolto», ed entrò stabilmente a far parte della setta religiosa. Nelle settimane successive venne battezzato e iniziò un corso intensivo di studi sulla Bibbia della durata di tre mesi. Le sue nuove composizioni musicali iniziarono subito a riflettere lo zelo del neo-convertito, influenzate direttamente dal Libro dell'Apocalisse, che la Vineyard Fellowship credeva fosse un resoconto letterale dell'imminente fine del mondo. Il suo fervore durò lo spazio di tre controversi album, Slow Train Coming (1979), Saved (1980), e Shot of Love (1981). Durante i tour di supporto a questi tre dischi, spesso Dylan improvvisava sul palco, durante i concerti, vere e proprie prediche ammonendo i non credenti, i peccatori e persino gli omosessuali. Nel 1983, quando il suo fervore religioso si era placato, Dylan dichiarò: «Quel periodo in cui fui un Cristiano Rinato fu parte della mia esperienza di vita. Doveva accadere. Quando vengo coinvolto in qualcosa, vengo coinvolto in maniera totale, non marginale».

## Tracce
- Tutte le canzoni sono opera di Bob Dylan.

Lato A
1. Gotta Serve Somebody – 5:22
2. Precious Angel – 6:27
3. I Believe in You – 5:02
4. Slow Train – 5:55

Lato B
1. Gonna Change My Way of Thinking – 5:25
2. Do Right to Me Baby (Do Unto Others) – 3:50
3. When You Gonna Wake Up – 5:25
4. Man Gave Names to All the Animals – 4:23
5. When He Returns – 4:30

## Formazione
- Bob Dylan: chitarra e voce
- Barry Beckett: percussioni e tastiere
- Pick Withers: batteria
- Tim Drummond: basso
- Mark Knopfler: chitarra
- Carolyn Dennis: cori
- Helena Springs: cori
- Regina Havis: cori
- Harrison Calloway: arrangiamenti
- Mickey Buckins: percussioni
- Gregg Hamm: tecnico del suono
- David Yates: assistente tecnico

## Outtakes
Durante la lavorazione dell'album, Dylan registrò altre tre canzoni aggiuntive, che però non finirono nella versione finale del disco. Trouble In Mind venne pubblicata come B-Side nel 1979. Ain't No Man Righteous venne reinterpretata da un gruppo reggae, ma non ne esistono versioni in studio interpretate da Dylan. Ye Shall Be Changed, dai contenuti fortemente evangelici, fu pubblicata in seguito nell'album The Bootleg Series Vol 1-3.
- Trouble in Mind
- Ain't No Man Righteous, No Not One
- Ye Shall Be Changed